# Rosenborg (trein)
De Rosenborg was een Europese internationale trein op de Vogelfluglinie tussen Kopenhagen en Hamburg. De trein is genoemd naar Slot Rosenborg, een van de paleizen in Kopenhagen.

## EuroCity
In 1992 werd op de Vogelfluglinie een twee-uursfrequentie ingevoerd voor de EuroCity's, waarbij 's morgens zelfs om het uur werd gereden. Hierdoor werd het aantal treinen per richting verhoogd van drie naar zeven. De Rosenborg was op 31 mei 1992 een van de nieuwkomers. De treinen werden genummerd vanaf 180, in volgorde van vertrek vanuit Hamburg. De Rosenborg kreeg de nummers EC 186 en EC 187.

### Rollend materieel
De werd uitgevoerd met getrokken treinen, samengesteld uit rijtuigen van de Deutsche Bundesbahn.

### Route en dienstregeling
| EC 187 | Land       | Station                 | Km  | EC 186 |
| ------ | ---------- | ----------------------- | --- | ------ |
| 13:20  | Denemarken | København Hovedbanegård | 0   | 16:20  |
|        | Denemarken | Høje Taastrup           | 20  |        |
|        | Denemarken | Ringsted                | 54  |        |
|        | Denemarken | Naestved                | 91  |        |
|        | Denemarken | Nykøbing                | 147 |        |
|        | Denemarken | Rødby Færge             | 183 |        |
|        | Denemarken | Rødby Færge (boot)      | 183 |        |
|        | Duitsland  | Puttgarden (boot)       | 202 |        |
|        | Duitsland  | Puttgarden              | 202 |        |
|        | Duitsland  | Lübeck                  | 291 |        |
| 18:30  | Duitsland  | Hamburg Hbf             | 353 | 11:11  |

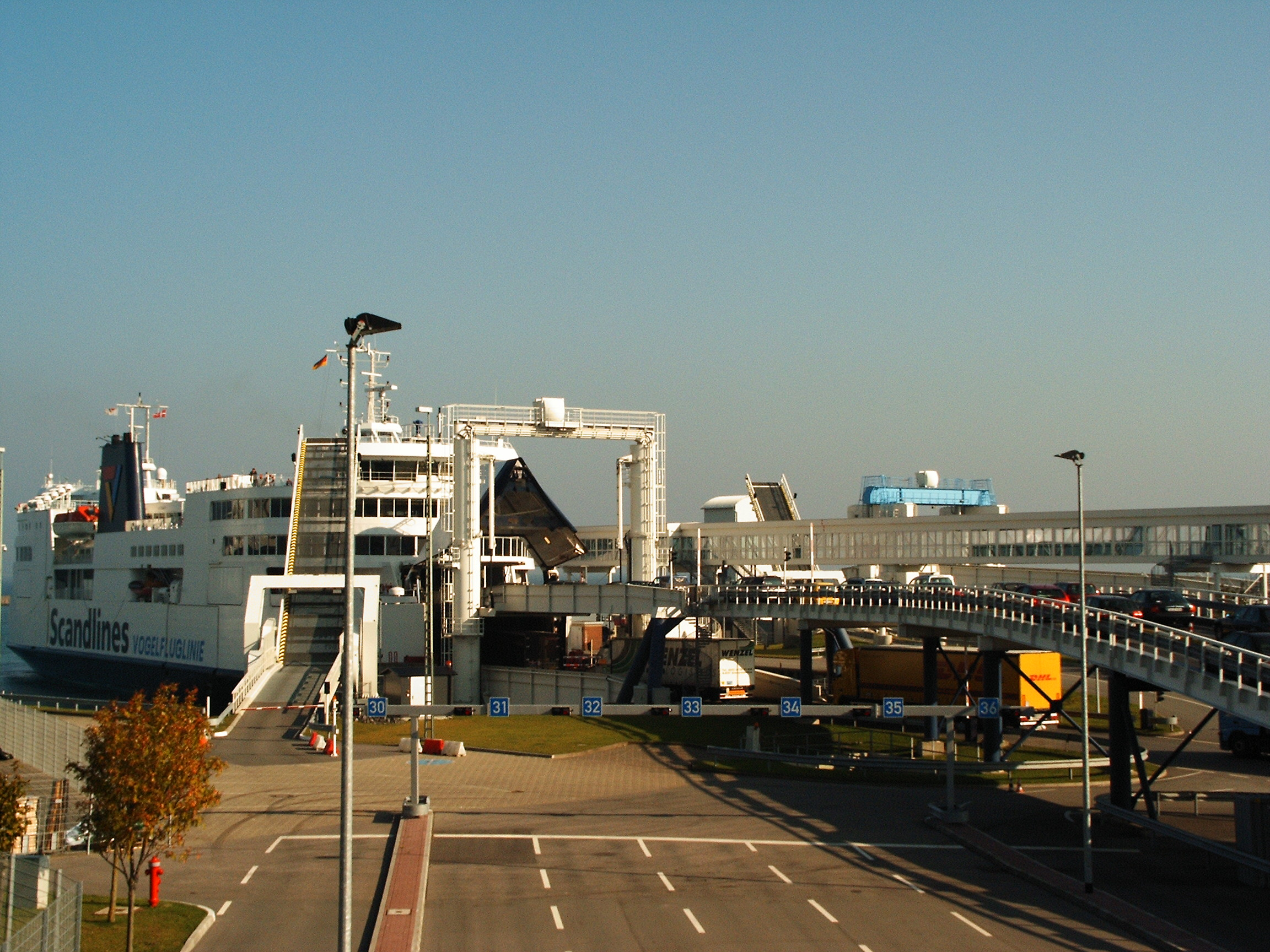
De veerhaven in Puttgarden. Auto's boven, trein en vrachtauto's beneden

In september 1993 werd het aantal treinen terruggebracht tot vijf per richting per dag. De namen bleven wel bestaan en vooruitlopend op deze maatregel had de Rosenborg van Hamburg naar Kopenhagen al op 23 mei 1993 het nummer EC 1186 gekregen. Vanaf september 1993 tot 28 mei 1994 reed de Rosenborg alleen van Kopenhagen naar Hamburg, terwijl EC Bertel Thorvaldsen alleen van Hamburg naar Kopenhagen reed. Op 29 mei 1994 werd de Rosenborg uit de dienstregeling genomen en werd de rit van Kopenhagen naar Hamburg voortaan onder de naam Bertel Thorvaldsen gereden.